# Phyllachora polemonii
Phyllachora polemonii är en svampart som beskrevs av Harkn. 1887. Phyllachora polemonii ingår i släktet Phyllachora och familjen Phyllachoraceae.   Inga underarter finns listade i Catalogue of Life.